# Пояски (село)
Пояски (укр. Пояски) — село на Украине, основано в 1900 году, находится в Олевском районе Житомирской области.
Код КОАТУУ — 1824486003. Население по переписи 2001 года составляет 431 человек. Почтовый индекс — 11025. Телефонный код — 4135. Занимает площадь 1,1 км².

## Адрес местного совета
11025, Житомирская область, Олевский р-н, с.Радовель, ул.Московская, 1